# Wołosów
Wołosów (ukr. Волосів) – wieś na Ukrainie, w obwodzie iwanofrankiwskim, w rejonie nadwórniańskim.
Prywatna wieś szlachecka prawa wołoskiego, położona była w ziemi halickiej województwa ruskiego.
W 1905 polska społeczność podjęła decyzję o wybudowaniu kościoła w Wołosowie. Budową kierował inż. Łapicki ze Stanisławowa, a na czele komitetu budowy stanął inż. Benedykt Siebauer.